# Crackers - The Christmas Party Album
Crackers - The Christmas Party Album è il tredicesimo album in studio del gruppo rock inglese Slade, pubblicato nel 1985. Si tratta di un album natalizio.

## Tracce
1. Let's Dance
2. Santa Claus Is Coming to Town
3. Hi Ho Silver Lining
4. We'll Bring the House Down
5. Cum On Feel the Noize
6. All Join Hands
7. Okey Cokey
8. Merry Xmas Everybody
9. Do You Believe in Miracles
10. Let's Have a Party!
11. Get Down and Get with It
12. My Oh My
13. Run Runaway
14. Here's to... (the New Year)
15. Do They Know It's Christmas?
16. Auld Lang Syne / You'll Never Walk Alone

## Formazione
- Noddy Holder - voce, chitarra
- Dave Hill - chitarra, cori
- Jim Lea - basso, sintetizzatori, tastiere, voce
- Don Powell - batteria